# Großer Preis von Brasilien 2016
Der Große Preis von Brasilien 2016 (offiziell Formula 1 Grande Prêmio do Brasil 2016) fand am 13. November auf dem Autódromo José Carlos Pace in São Paulo statt und war das 20. Rennen der Formel-1-Weltmeisterschaft 2016.

## Bericht

### Hintergründe
Nach dem Großen Preis von Mexiko führte Nico Rosberg in der Fahrerwertung mit 19 Punkten vor Lewis Hamilton und mit 107 Punkten vor Daniel Ricciardo. Somit hatten bei 50 noch zu vergebenden Punkten nur noch Rosberg und Hamilton Chancen auf den Titelgewinn, Rosberg konnte den Titel gewinnen, wenn er bei diesem Rennen mindestens sechs Punkte mehr als Hamilton erzielte. In der Konstrukteurswertung führte Mercedes uneinholbar mit 252 Punkten vor Red Bull und mit 314 Punkten vor Ferrari.
Beim Großen Preis von Brasilien stellte Pirelli den Fahrern die Reifenmischungen P Zero Hard (orange), P Zero Medium (weiß) und P Zero Soft (gelb) sowie für Nässe Cinturato Intermediates (grün) und Cinturato Full-Wets (blau) zur Verfügung.
Die beiden DRS-Zonen blieben im Vergleich zum Vorjahr unverändert. Die erste Zone begann 20 Meter nach dem Senna-S, der Messpunkt liegt im Scheitelpunkt von Kurve zwei, der Rechtskurve des Senna-S. Der Messpunkt für die zweite DRS-Zone, die sich auf der Start-Ziel-Geraden befand, lag 30 Meter nach der Junção, aktiviert werden durfte das DRS dann 60 Meter nach Kurve 15, dem letzten Knick vor der Start-Ziel-Linie.
McLaren bestritt bei diesem Grand Prix sein 800. Rennen in der Formel-1-Weltmeisterschaft.
Daniil Kwjat (acht), Felipe Nasr, Rosberg, Sebastian Vettel (jeweils sechs), Esteban Gutiérrez (fünf), Valtteri Bottas, Max Verstappen, Pascal Wehrlein (jeweils vier), Sergio Pérez, Kimi Räikkönen (jeweils drei), Fernando Alonso, Marcus Ericsson, Romain Grosjean, Kevin Magnussen, Nico Hülkenberg, Esteban Ocon, Jolyon Palmer (jeweils zwei) und Carlos Sainz jr. (einer) gingen mit Strafpunkten ins Rennwochenende.
Mit Felipe Massa, Vettel, Rosberg (jeweils zweimal), Räikkönen und Jenson Button (jeweils einmal) traten fünf ehemalige Sieger zu diesem Rennen an.
Als Rennkommissare fungierten Felipe Giaffone (BRA), Tim Mayer (USA), Mika Salo (FIN) und Nish Shetty (SIN).

### Freies Training
Im ersten freien Training fuhr Hamilton mit einer Rundenzeit von 1:11,895 Minuten die Bestzeit vor Verstappen und Rosberg. Ericsson, Grosjean, Hülkenberg, Palmer und Räikkönen testeten in diesem Training das Halo-System.
Auch im zweiten freien Training war Hamilton mit einer Rundenzeit von 1:12,271 Minuten Schnellster vor Rosberg und Bottas.
Im dritten freien Training fuhr Rosberg in 1:11,740 Minuten die Bestzeit vor Hamilton und Vettel.

### Qualifying
Das Qualifying bestand aus drei Teilen mit einer Nettolaufzeit von 45 Minuten. Im ersten Qualifying-Segment (Q1) hatten die Fahrer 18 Minuten Zeit, um sich für das Rennen zu qualifizieren. Alle Fahrer, die im ersten Abschnitt eine Zeit erzielten, die maximal 107 Prozent der schnellsten Rundenzeit betrug, qualifizierten sich für den Grand Prix. Die besten 16 Fahrer erreichten den nächsten Teil. Hamilton war Schnellster. Die Sauber- und Manor-Piloten, Magnussen und Button schieden aus.
Der zweite Abschnitt (Q2) dauerte 15 Minuten. Die schnellsten zehn Piloten qualifizierten sich für den dritten Teil des Qualifyings. Hamilton war auch hier Schnellster. Palmer, die Toro Rosso- und Williams-Fahrer sowie Gutiérrez schieden aus.
Der finale Abschnitt (Q3) ging über eine Zeit von zwölf Minuten, in denen die ersten zehn Startpositionen vergeben wurden. Hamilton fuhr mit einer Rundenzeit von 1:10,736 Minuten die Bestzeit vor Rosberg und Räikkönen. Es war die 60. Pole-Position für Hamilton, davon die elfte der Saison.
Ocon wurde um drei Startpositionen nach hinten versetzt, da er in Q1 Palmer behindert hatte.

### Rennen
Auf dem Weg zur Startaufstellung crashte Grosjean in die Leitplanke. Aufgrund der Beschädigungen am Fahrzeug konnte er nicht am Rennen teilnehmen.
Da es zum Zeitpunkt des Rennstarts stark regnete, entschied die Rennleitung aus Sicherheitsgründen, auf einen stehenden Start zu verzichten und stattdessen hinter dem Safety-Car zu starten.
Nach sieben Runden wurde das Rennen freigegeben. In der zehnten Runde prallte Ericsson mit seinem Fahrzeug gegen die Streckenbegrenzung. Zur Bergung des Fahrzeugs wurde das Safety-Car erneut auf die Strecke geschickt.
Bei der erneuten Freigabe des Rennens in Runde 19 kam es zu einem weiteren Unfall, als Räikkönen die Kontrolle über sein Fahrzeug verlor und ebenfalls gegen die Streckenbegrenzung prallte. Die Rennleitung entschied daraufhin, das Rennen zu unterbrechen.
Das Rennen wurde mit einer roten Flagge abgebrochen und es gab eine 35-minütige Verzögerung, bevor es hinter dem Safety-Car erneut gestartet wurde. Nach dem Neustart wurde das Rennen in der 28. Runde wegen starken Regens erneut unterbrochen und nach rund 35 Minuten Unterbrechung wieder fortgesetzt.
In der 50. Runde wurde erneut das Safety-Car auf die Strecke geschickt, nachdem Massa in die Streckenbegrenzung geprallt war. In Runde 54 fuhr Verstappen an die Box und wechselte auf frischen Regenreifen. Er fiel auf den elften Platz zurück. Hamilton führte vor Rosberg, Pérez, Sainz jr., Vettel, Nasr, Hülkenberg, Ocon, Kwjat und Ricciardo.
Verstappen nutzte den Vorteil seiner frischen Regenreifen und fuhr nach der Freigabe des Rennens noch auf den dritten Platz vor.
Hamilton gewann das Rennen vor Rosberg und Verstappen. Es war der neunte Saisonsieg und der 52. Sieg für Hamilton in der Formel-1-Weltmeisterschaft. Rosberg erzielte die 15. Podestplatzierung der Saison, Mercedes erreichte somit zum sechsten Mal im Jahr 2016 einen Doppelsieg. Für Verstappen war es die siebte Podestplatzierung der Saison. Die restlichen Punkteplatzierungen erzielten Pérez, Vettel, Sainz jr., Hülkenberg, Ricciardo, Nasr und Alonso. Es waren die ersten Punkte für Nasr und das Sauber-Team in dieser Saison. Die schnellste Rennrunde fuhr Verstappen, er war mit 19 Jahren und 44 Tagen der jüngste Fahrer, dem dies bis dahin gelang.
In der Fahrer- und Konstrukteurswertung blieben die ersten drei Positionen unverändert. Hamilton verkürzte den Rückstand auf Rosberg auf noch zwölf Punkte.

## Meldeliste
| Team                          | Nr. | Fahrer            | Chassis                | Motor                       | Reifen |
| ----------------------------- | --- | ----------------- | ---------------------- | --------------------------- | ------ |
| Mercedes AMG Petronas F1 Team | 44  | Lewis Hamilton    | Mercedes F1 W07 Hybrid | Mercedes-Benz PU106C Hybrid | P      |
| Mercedes AMG Petronas F1 Team | 06  | Nico Rosberg      | Mercedes F1 W07 Hybrid | Mercedes-Benz PU106C Hybrid | P      |
| Scuderia Ferrari              | 05  | Sebastian Vettel  | Ferrari SF16-H         | Ferrari 059/5               | P      |
| Scuderia Ferrari              | 07  | Kimi Räikkönen    | Ferrari SF16-H         | Ferrari 059/5               | P      |
| Williams Martini Racing       | 19  | Felipe Massa      | Williams FW38          | Mercedes-Benz PU106C Hybrid | P      |
| Williams Martini Racing       | 77  | Valtteri Bottas   | Williams FW38          | Mercedes-Benz PU106C Hybrid | P      |
| Red Bull Racing               | 03  | Daniel Ricciardo  | Red Bull RB12          | TAG Heuer                   | P      |
| Red Bull Racing               | 33  | Max Verstappen    | Red Bull RB12          | TAG Heuer                   | P      |
| Sahara Force India F1 Team    | 27  | Nico Hülkenberg   | Force India VJM09      | Mercedes-Benz PU106C Hybrid | P      |
| Sahara Force India F1 Team    | 11  | Sergio Pérez      | Force India VJM09      | Mercedes-Benz PU106C Hybrid | P      |
| Renault Sport F1 Team         | 20  | Kevin Magnussen   | Renault R.S.16         | Renault Energy F1 2016      | P      |
| Renault Sport F1 Team         | 30  | Jolyon Palmer     | Renault R.S.16         | Renault Energy F1 2016      | P      |
| Renault Sport F1 Team         | 46  | Sergei Sirotkin   | Renault R.S.16         | Renault Energy F1 2016      | P      |
| Scuderia Toro Rosso           | 26  | Daniil Kwjat      | Toro Rosso STR11       | Ferrari 059/4               | P      |
| Scuderia Toro Rosso           | 55  | Carlos Sainz jr.  | Toro Rosso STR11       | Ferrari 059/4               | P      |
| Sauber F1 Team                | 09  | Marcus Ericsson   | Sauber C35             | Ferrari 059/5               | P      |
| Sauber F1 Team                | 12  | Felipe Nasr       | Sauber C35             | Ferrari 059/5               | P      |
| McLaren Honda                 | 14  | Fernando Alonso   | McLaren MP4-31         | Honda RA616H                | P      |
| McLaren Honda                 | 22  | Jenson Button     | McLaren MP4-31         | Honda RA616H                | P      |
| Manor Racing MRT              | 94  | Pascal Wehrlein   | Manor MRT05            | Mercedes-Benz PU106C Hybrid | P      |
| Manor Racing MRT              | 31  | Esteban Ocon      | Manor MRT05            | Mercedes-Benz PU106C Hybrid | P      |
| Haas F1 Team                  | 08  | Romain Grosjean   | Haas VF-16             | Ferrari 059/5               | P      |
| Haas F1 Team                  | 21  | Esteban Gutiérrez | Haas VF-16             | Ferrari 059/5               | P      |
| Haas F1 Team                  | 50  | Charles Leclerc   | Haas VF-16             | Ferrari 059/5               | P      |

Anmerkungen
1. 1 2  Der Renault mit der Startnummer 46 wurde im ersten freien Training für Sirotkin eingesetzt. Magnussen übernahm das Fahrzeug anschließend für das restliche Rennwochenende mit seiner Startnummer 20.
2. 1 2  Der Haas mit der Startnummer 50 wurde im ersten freien Training für Leclerc eingesetzt. Gutiérrez übernahm das Fahrzeug anschließend für das restliche Rennwochenende mit seiner Startnummer 21.

## Klassifikationen

### Qualifying
| Pos.                                                                      | Fahrer            | Konstrukteur         | Q1       | Q2       | Q3       | Start |
| ------------------------------------------------------------------------- | ----------------- | -------------------- | -------- | -------- | -------- | ----- |
| 01                                                                        | Lewis Hamilton    | Mercedes             | 1:11,511 | 1:11,238 | 1:10,736 | 01    |
| 02                                                                        | Nico Rosberg      | Mercedes             | 1:11,815 | 1:11,373 | 1:10,838 | 02    |
| 03                                                                        | Kimi Räikkönen    | Ferrari              | 1:12,100 | 1:12,301 | 1:11,404 | 03    |
| 04                                                                        | Max Verstappen    | Red Bull-TAG Heuer   | 1:11,957 | 1:11,834 | 1:11,485 | 04    |
| 05                                                                        | Sebastian Vettel  | Ferrari              | 1:12,159 | 1:12,010 | 1:11,495 | 05    |
| 06                                                                        | Daniel Ricciardo  | Red Bull-TAG Heuer   | 1:12,409 | 1:12,047 | 1:11,540 | 06    |
| 07                                                                        | Romain Grosjean   | Haas-Ferrari         | 1:12,893 | 1:12,343 | 1:11,937 | 07    |
| 08                                                                        | Nico Hülkenberg   | Force India-Mercedes | 1:12,428 | 1:12,360 | 1:12,104 | 08    |
| 09                                                                        | Sergio Pérez      | Force India-Mercedes | 1:12,684 | 1:12,331 | 1:12,165 | 09    |
| 10                                                                        | Fernando Alonso   | McLaren-Honda        | 1:12,700 | 1:12,312 | 1:12,266 | 10    |
| 11                                                                        | Valtteri Bottas   | Williams-Mercedes    | 1:12,680 | 1:12,420 | –        | 11    |
| 12                                                                        | Esteban Gutiérrez | Haas-Ferrari         | 1:13,052 | 1:12,431 | –        | 12    |
| 13                                                                        | Felipe Massa      | Williams-Mercedes    | 1:12,432 | 1:12,521 | –        | 13    |
| 14                                                                        | Daniil Kwjat      | Toro Rosso-Ferrari   | 1:13,071 | 1:12,726 | –        | 14    |
| 15                                                                        | Carlos Sainz jr.  | Toro Rosso-Ferrari   | 1:12,952 | 1:12,920 | –        | 15    |
| 16                                                                        | Jolyon Palmer     | Renault              | 1:13,259 | 1:13,258 | –        | 16    |
| 17                                                                        | Jenson Button     | McLaren-Honda        | 1:13,278 | –        | –        | 17    |
| 18                                                                        | Kevin Magnussen   | Renault              | 1:13,410 | –        | –        | 18    |
| 19                                                                        | Pascal Wehrlein   | Manor-Mercedes       | 1:13,427 | –        | –        | 19    |
| 20                                                                        | Esteban Ocon      | Manor-Mercedes       | 1:13,432 | –        | –        | 22    |
| 21                                                                        | Marcus Ericsson   | Sauber-Ferrari       | 1:13,623 | –        | –        | 20    |
| 22                                                                        | Felipe Nasr       | Sauber-Ferrari       | 1:13,681 | –        | –        | 21    |
| 107-Prozent-Zeit: 1:16,516 min (bezogen auf Q1-Bestzeit von 1:11,511 min) |                   |                      |          |          |          |       |

Anmerkungen
1. ↑  Ocon wurde um drei Startplätze nach hinten versetzt, da er Palmer im Qualifying behindert hatte

### Rennen
| Pos. | Fahrer            | Konstrukteur         | Runden | Stopps | Zeit        | Start | Schnellste Runde |
| ---- | ----------------- | -------------------- | ------ | ------ | ----------- | ----- | ---------------- |
| 01   | Lewis Hamilton    | Mercedes             | 71     | 2      | 3:01:01,335 | 01    | 1:25,639 (44.)   |
| 02   | Nico Rosberg      | Mercedes             | 71     | 2      | + 11,455    | 02    | 1:26,222 (47.)   |
| 03   | Max Verstappen    | Red Bull-TAG Heuer   | 71     | 5      | + 21,481    | 04    | 1:25,305 (67.)   |
| 04   | Sergio Pérez      | Force India-Mercedes | 71     | 2      | + 25,346    | 09    | 1:27,093 (41.)   |
| 05   | Sebastian Vettel  | Ferrari              | 71     | 3      | + 26,334    | 05    | 1:26,195 (70.)   |
| 06   | Carlos Sainz jr.  | Toro Rosso-Ferrari   | 71     | 2      | + 29,160    | 15    | 1:27,153 (38.)   |
| 07   | Nico Hülkenberg   | Force India-Mercedes | 71     | 3      | + 29,827    | 08    | 1:26,728 (69.)   |
| 08   | Daniel Ricciardo  | Red Bull-TAG Heuer   | 71     | 5      | + 30,486    | 06    | 1:25,532 (42.)   |
| 09   | Felipe Nasr       | Sauber-Ferrari       | 71     | 2      | + 42,620    | 21    | 1:27,547 (70.)   |
| 10   | Fernando Alonso   | McLaren-Honda        | 71     | 3      | + 44,432    | 10    | 1:27,104 (70.)   |
| 11   | Valtteri Bottas   | Williams-Mercedes    | 71     | 4      | + 45,292    | 11    | 1:26,062 (70.)   |
| 12   | Esteban Ocon      | Manor-Mercedes       | 71     | 2      | + 45,809    | 22    | 1:27,796 (47.)   |
| 13   | Daniil Kwjat      | Toro Rosso-Ferrari   | 71     | 4      | + 51,192    | 14    | 1:27,476 (42.)   |
| 14   | Kevin Magnussen   | Renault              | 71     | 4      | + 51,555    | 18    | 1:26,524 (69.)   |
| 15   | Pascal Wehrlein   | Manor-Mercedes       | 71     | 3      | + 1:00,498  | 19    | 1:27,919 (69.)   |
| 16   | Jenson Button     | McLaren-Honda        | 71     | 5      | + 1:21,994  | 17    | 1:26,983 (38.)   |
| –    | Esteban Gutiérrez | Haas-Ferrari         | 60     | 4      | DNF         | 12    | 1:27,805 (43.)   |
| –    | Felipe Massa      | Williams-Mercedes    | 46     | 4      | DNF         | 13    | 1:26,767 (39.)   |
| –    | Jolyon Palmer     | Renault              | 20     | 2      | DNF         | 16    | 1:34,334 (11.)   |
| –    | Kimi Räikkönen    | Ferrari              | 19     | 0      | DNF         | 03    | 1:28,847 (12.)   |
| –    | Marcus Ericsson   | Sauber-Ferrari       | 11     | 1      | DNF         | 20    | 1:31,265 (11.)   |
| DNS  | Romain Grosjean   | Haas-Ferrari         | –      | –      | –           | 07    | –                |

Anmerkungen
1. ↑  Ricciardo erhielt eine Fünf-Sekunden-Zeitstrafe für das Einfahren in die Boxengasse, als die Einfahrt geschlossen war.
2. ↑  Grosjean konnte nicht am Rennen teilnehmen, da er auf dem Weg zur Startaufstellung in die Leitplanke fuhr.

## WM-Stände nach dem Rennen
Die ersten zehn des Rennens bekamen 25, 18, 15, 12, 10, 8, 6, 4, 2 bzw. 1 Punkt(e).

### Fahrerwertung
| Pos. | Fahrer           | Konstrukteur                            | Punkte |
| ---- | ---------------- | --------------------------------------- | ------ |
| 01   | Nico Rosberg     | Mercedes                                | 367    |
| 02   | Lewis Hamilton   | Mercedes                                | 355    |
| 03   | Daniel Ricciardo | Red Bull-TAG Heuer                      | 246    |
| 04   | Sebastian Vettel | Ferrari                                 | 197    |
| 05   | Max Verstappen   | Red Bull-TAG Heuer / Toro Rosso-Ferrari | 192    |
| 06   | Kimi Räikkönen   | Ferrari                                 | 178    |
| 07   | Sergio Pérez     | Force India-Mercedes                    | 97     |
| 08   | Valtteri Bottas  | Williams-Mercedes                       | 85     |
| 09   | Nico Hülkenberg  | Force India-Mercedes                    | 66     |
| 10   | Fernando Alonso  | McLaren-Honda                           | 53     |
| 11   | Felipe Massa     | Williams-Mercedes                       | 51     |
| 12   | Carlos Sainz jr. | Toro Rosso-Ferrari                      | 46     |

| Pos. | Fahrer            | Konstrukteur                            | Punkte |
| ---- | ----------------- | --------------------------------------- | ------ |
| 13   | Romain Grosjean   | Haas-Ferrari                            | 29     |
| 14   | Daniil Kwjat      | Toro Rosso-Ferrari / Red Bull-TAG Heuer | 25     |
| 15   | Jenson Button     | McLaren-Honda                           | 21     |
| 16   | Kevin Magnussen   | Renault                                 | 7      |
| 17   | Felipe Nasr       | Sauber-Ferrari                          | 2      |
| 18   | Jolyon Palmer     | Renault                                 | 1      |
| 19   | Pascal Wehrlein   | Manor-Mercedes                          | 1      |
| 20   | Stoffel Vandoorne | McLaren-Honda                           | 1      |
| 21   | Esteban Gutiérrez | Haas-Ferrari                            | 0      |
| 22   | Marcus Ericsson   | Sauber-Ferrari                          | 0      |
| 23   | Esteban Ocon      | Manor-Mercedes                          | 0      |
| 24   | Rio Haryanto      | Manor-Mercedes                          | 0      |

### Konstrukteurswertung
| Pos. | Konstrukteur         | Punkte |
| ---- | -------------------- | ------ |
| 1    | Mercedes             | 722    |
| 2    | Red Bull-TAG Heuer   | 446    |
| 3    | Ferrari              | 375    |
| 4    | Force India-Mercedes | 163    |
| 5    | Williams-Mercedes    | 136    |
| 6    | McLaren-Honda        | 75     |

| Pos. | Konstrukteur       | Punkte |
| ---- | ------------------ | ------ |
| 07   | Toro Rosso-Ferrari | 63     |
| 08   | Haas-Ferrari       | 29     |
| 09   | Renault            | 8      |
| 10   | Sauber-Ferrari     | 2      |
| 11   | Manor-Mercedes     | 1      |